# معاداة السامية في الولايات المتحدة الأمريكية

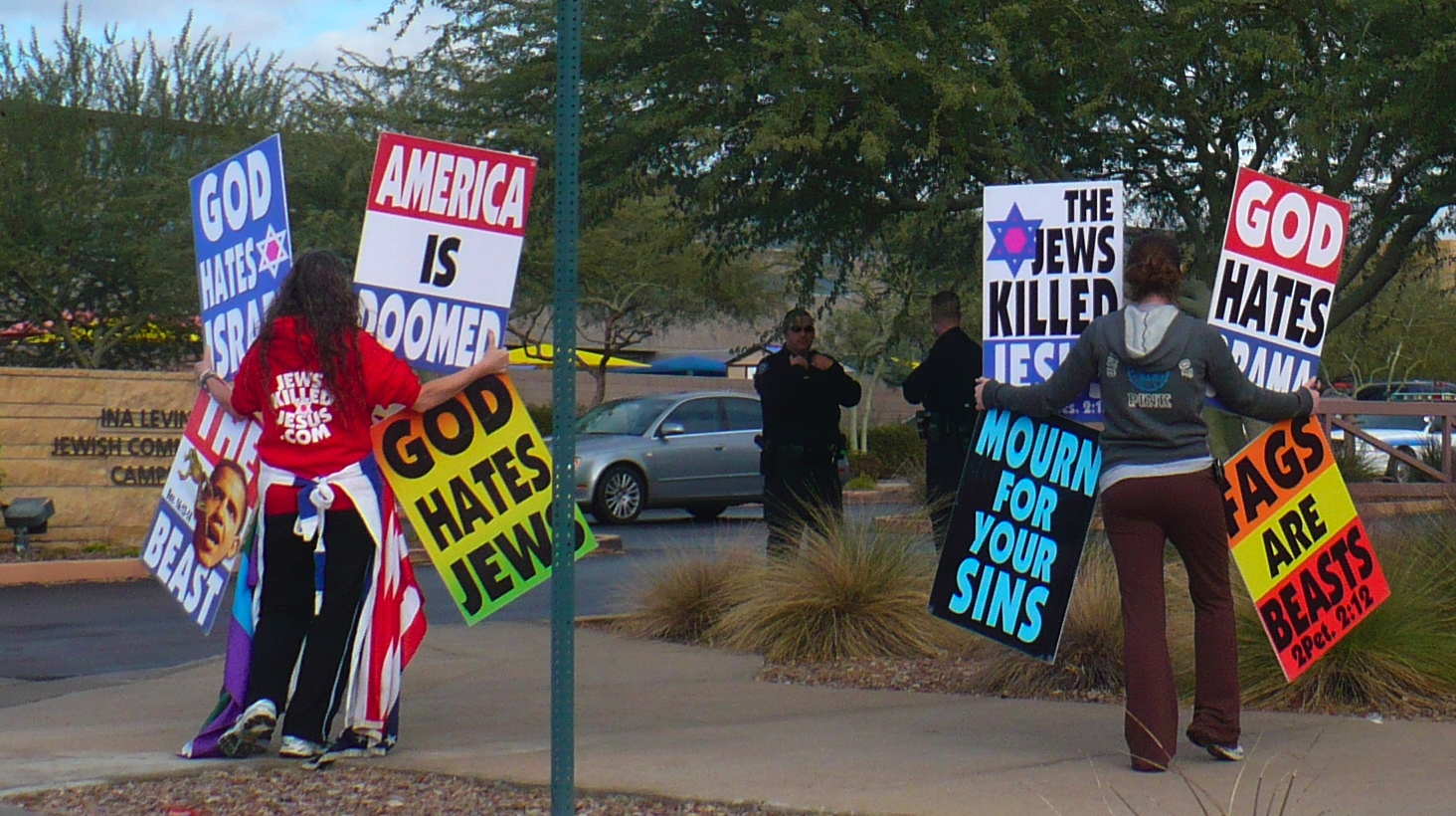

بدأت معاداة السامية في الولايات المتحدة الأمريكية منذ قرون. تميز معظم وكالات العلاقات المجتمعية اليهودية بين معاداة السامية التي تُقاس من خلال المواقف والسلوكيات من جهة، وأمن ووضع اليهود الأمريكيين الذي يُقاس من خلال حوادث معينة من جهة أخرى. تُظهر بيانات مكتب التحقيقات الفيدرالي أن اليهود أكثر المجموعات عرضةً للاستهداف من خلال جرائم الكراهية المدفوعة دينياً في كل عام منذ عام 1991، وذلك بحسب تقرير رابطة مكافحة التشهير في عام 2019. وعلى الرغم من ذلك، انخفضت الحوادث المعادية للسامية عموماً في القرن الماضي بسبب الانخفاض العام في معدلات العنصرية الاجتماعية منذ الحرب العالمية الثانية وظهور حركة الحقوق المدنية.
عبر معظم الأمريكيين المشمولين بالاستقصاء عن وجهات نظر إيجابية إزاء اليهود. أشار تقرير إيه. بي. سي نيوز لعام 2007 إلى تحامل 6% من الأمريكيين ضد اليهود. أشارت استقصاءات رابطة مكافحة التشهير لعام 2011 إلى رفض معظم الأمريكيين لمعاداة السامية بصورة جلية، إذ أشاد 64% منهم بمساهمات اليهود الثقافية في الأمة في عام 2011؛ بينما تبين أن أقلية من الأمريكيين يعتنقون آراءً محملةً بالكراهية ضد اليهود؛ ويدعم 19% من الأمريكيين الإشاعة المعادية للسامية الكاذبة المتمثلة بمشاركة اليهود في السيطرة على وول ستريت. إضافةً إلى ذلك، يُعتبر إنكار الهولوكوست (المحرقة) مجرد ظاهرة هامشية في السنوات الأخيرة، إذ تبين إدراك 96% من الأمريكيين لوقائع المحرقة بحلول شهر أبريل من عام 2018.

## وجهات النظر الأمريكية حول اليهود ومعاداة السامية

### جذور المواقف الأمريكية إزاء اليهود والتاريخ اليهودي في الولايات المتحدة الأمريكية
أكد كريفيتز (1985) على الفكرة القائلة إن معاداة السامية في ثمانينيات القرن العشرين تبدو «أقل ارتباطاً بالدين أو الاحتقار، وأكثر ارتباطاً بالحسد والغيرة والخوف» من الثراء اليهودي والقوة الخفية لـ «الأموال اليهودية». من الناحية التاريخية، تميل المواقف والخطابات المعادية للسامية بالتصاعد عندما تواجه الولايات المتحدة الأمريكية أي أزمة اقتصادية خطيرة. كتب الأكاديمي ديفيد غرينبرغ في مجلة سلايت قائلاً: «لطالما تضمنت معاداة الشيوعية المتطرفة جانباً معادياً للسامية: اليهود المتطرفون والغريبون هم من دبروا المؤامرة الشيوعية من خلال أعمالهم الشيطانية». زعم غرينبرغ أنه في السنوات التي عقبت الحرب العالمية الثانية «استمر ارتباط بعض مجموعات اليمين الأمريكي ارتباطاً وثيقاً بمعادي السامية الصريحين في ثلاثينات القرن الماضي، ممن اعترضوا على [الصفقة اليهودية]»، وهو مصطلح متطرف مُستخدم لمناهضة إجراءات الصفقة الجديدة في عهد الرئيس فرانكلين دي. روزفلت. اعتبر معادو السامية الأمريكيون النص المزيف بروتوكولات حكماء صهيون بمثابة إشارة حقيقية إلى وجود عصابة يهودية مفترضة هدفها تخريب الولايات المتحدة وتدميرها في نهاية المطاف.

### صور نمطية
تُعتبر سلسلة الصور النمطية المتداولة على نطاق واسع أحد أكثر أشكال معاداة السامية ثباتاً، إذ ترى هذه القوالب اليهود على أنهم غير مقبولين اجتماعياً ودينياً واقتصادياً في الحياة الأمريكية. أُجبر اليهود على الشعور بعدم الأهمية والتهديد.
كتب مارتن مارجر قائلاً: «طُبقت مجموعة من الصور النمطية السلبية المتسقة والمتمايزة على اليهود، ويمكن إرجاع بعض منها إلى العصور الوسطى الأوروبية». كتب ديفيد شنايدر قائلاً إن «هناك ثلاث مجموعات كبيرة من السمات التي يُمكن اعتبارها جزء من الصورة النمطية اليهودية (ووثناو، 1982). أولاً، يُنظر إلى اليهود [الأمريكيين] على أنهم أقوياء ومخادعين. ثانياً، يُتهم اليهود بتقسيم ولائهم بين الولايات المتحدة الأمريكية وإسرائيل. ترتبط المجموعة الثالثة من السمات بالقيم المادية لليهود؛ أي العدائية والعشائرية».
هناك بعض أوجه التشابه بين الصور النمطية لليهود وتلك المتعلقة بالآسيويين: الخيانة المُتصورة، والقوة، والذكاء، وخيانة الأمانة. قد يعود السبب في هذا التشابه بين الصور النمطية اليهودية والآسيوية إلى الحقيقة المتمثلة بأن كل من المهاجرين اليهود أو الآسيويين قد لعبوا دوراً تجارياً؛ الدور الذي لعبه أيضاً العديد من الهنود في شرق إفريقيا، حيث تتماثل صورتهم النمطية مع الصورة النمطية لليهود والآسيويين في الولايات المتحدة الأمريكية.
أشارت رابطة مكافحة التشهير في بناي بريث إلى بعض الإشاعات المعادية للسامية الكاذبة في دراساتها حول الاتجاهات الاجتماعية في الولايات المتحدة الأمريكية، إذ شملت مثل هذه الادعاءات «تمتع اليهود بقوة كبيرة في عالم الأعمال»، و«استعداد اليهود لاستخدام بعض الممارسات المشبوهة بهدف الحصول على ما يريدون»، و«رغبة اليهود دوماً في ترأس أي شيء». تتجسد القضايا الأخرى التي تثير الانتباه في التأكيد على النفوذ اليهودي الكبير في السينما ووسائل الإعلام الإخبارية الأمريكية.

### إحصائيات حول وجهات النظر والتحليلات الأمريكية
تشير استطلاعات الرأي والدراسات إلى انخفاض ثابت في المواقف والمعتقدات والمظاهر المعادية للسامية في أوساط الجماهير الأمريكية. أظهرت استقصاء لرابطة مكافحة التشهير في بناي بريث لعام 1992 أن نحو 20% من الأمريكيين (ما بين 30 إلى 40 مليون شخص بالغ) يعتنقون أفكاراً معاديةً للسامية؛ الأمر الذي يُعتبر انخفاضاً كبيراً مقارنةً بإجمالي 29% من الأمريكيين المعتنقين أفكاراً معاديةً للسامية في عام 1964. وعلى الرغم من ذلك، أشار استقصاء آخر للمنظمة ذاتها استمرار تصاعد منحى الحوادث المعادية للسامية منذ عام 1986.

### استقصاء عام 2005
انخفضت نسبة الأمريكيين الحاملين لوجهات نظر معادية للسامية بشكل ملحوظ بعد ست سنوات، إذ أشارت دراسة أخرى لرابطة مكافحة التشهير إلى أن 12% من السكان (أي ما بين 20 و25 مليون بالغ) «يحملون أفكاراً معادية للسامية بشكل واضح». أشارت كلتا الدراستين إلى أن الأمريكيين من أصول إفريقية أكثر ميلاً لاعتناق أفكار معادية للسامية مقارنةً بالبيض (الأمر الذي يؤكد الدراسات الاستقصائية السابقة)؛ إذ صُنف ما يقارب 34% من السود على أنهم «معادين للسامية بشكل واضح» مقارنةً بـ 9% من البيض في عام 1998. أظهر استطلاع عام 2005 حول المواقف الأمريكية إزاء اليهود في أمريكا –وهو استطلاع وطني شمل 1600 شخص من البالغين الأمريكيين، في مارس من عام 2005- اعتناق 14% من الأمريكيين (أي 35 مليون أمريكي بالغ) أفكاراً «معادية للسامية بلا أي شك»، مقارنةً بنسبة 17% في عام 2002. أشارت استقصاءات رابطة مكافحة التشهير على مدى العقد الماضي إلى التراجع المستمر لمعاداة السامية. انخفض عدد الأمريكيين المعتنقين للأفكار المتشددة المعادية للسامية من 20% في عام 1992 إلى 12% في عام 1998.